# Al-Wadi
Al-Wadi (arab. الوادي, fr. El-Oued) – miasto w północno-wschodniej Algierii, w północnej części Sahary, ośrodek administracyjny prowincji Al-Wadi. Około 139,4 tys. mieszkańców.